# 李存性
李存性（？—1640年），字伯真，揚州府通州人，明朝軍事人物。

## 生平
李存性是選貢出身，擔任通江知縣，監督南部、通江、巴州軍隊；因為他堅持守城，盜寇來到都不敢接近。崇禎十三年（1640年）李自成攻入西鄉，以楊紹唐為副將，到通江招降，假稱官軍即將入城。路上楊紹唐遇上一名小童，對他說：「不要說我是盜寇啊。」小童表面答應，但到城門前卻大叫：「賊人來了！」於是小童被殺。李存性和副總兵涂龍，遊擊冷國明、李誠、陳獻、陳明策商議拒守，而勇士蘇國斬殺楊紹唐。之後通江城失守，他和妻子吳氏、兒子李呈璠、李呈琬，以及李呈璠妻子江氏，僕人四十九人一同被殺。

## 引用
1. 1 2  錢海岳《南明史·卷三十六·列傳第十二》：李存性，字伯真，揚州通州人。選貢。通江知縣，監南通巴軍。寇至力守，不敢近。
2. ↑  錢海岳《南明史·卷三十六·列傳第十二》：李自成入西鄉，楊紹唐為副將，至通江招降，偽稱官兵將襲城。道遇一童子，給之曰：「勿言我寇也。」童子陽諾之。及城門，乃大乎曰：「寇至矣。」遂被殺。存性與副總兵涂龍，遊擊冷國明、李誠、陳獻、陳明策議拒，勇士蘇國斬紹唐。後城破，存性與妻吳，子呈璠、呈琬，及呈璠妻江，僕從四十九人死。
3. ↑  《崇川咫聞錄·卷七》：李存性，字尊生，海門縣人。明季以選貢任通江縣甫半載，張獻忠率其黨圍城二日，存性與民守陴力禦之，見執不屈处，舉家二十七人皆被害，時崇正（禎）十三年也。